# Shoppingcenter 't Loon
Shoppingcenter 't Loon is een overdekt winkelcentrum in de Nederlandse gemeente Heerlen. Het complex bevindt zich vlak bij het hoofdkantoor van DSM en de Stadsschouwburg.
Het winkelcentrum, een ontwerp van architect Peter Sigmond, werd in 1965 geopend en is een van de oudste overdekte winkelcentra van Nederland. Het omvatte anno 2011 ruim 45 winkels die samen 25.000 vierkante meter besloegen, verdeeld over twee verdiepingen. Op het terrein beheert Q-Park een ondergrondse parkeergarage.

## Branden en andere incidenten
In 1983 brandde een deel van het winkelcentrum af, waarna herbouw plaatsvond. Op 26 februari 1985 werd het winkelcentrum opnieuw opgeschrikt door een felle brand die een groot deel van het complex verwoestte. Het winkelcentrum werd opnieuw opgebouwd en weer officieel geopend.
Na een reeks incidenten werd het gehele centrum in 2000 opnieuw verbouwd en uitgebreid met parkeerfaciliteiten en meer kleur aan de buitenkant. Daarna werd het feestelijk heropend op 11 maart 2004.

## Verzakking
Op 12 oktober 2011 werd bericht dat de ondergrondse parkeerplaats gestut moest worden vanwege een waargenomen verzakking. De grond zou in beweging zijn en druk veroorzaken op de steunpilaren van de garage, die op dat moment al enige scheuren vertoonden.
Op 30 november werd een deel van het winkelcentrum ontruimd omdat de veiligheid van een tiental winkels niet langer kon worden gegarandeerd. Nog geen dag later liet burgemeester Paul Depla van Heerlen het gehele complex ontruimen om ieder risico bij een eventuele instorting van de parkeergarage te voorkomen.
In de avond van 1 december verslechterde de stevigheid van de grond onder de pilaren zodanig dat de kans op instorting van de parkeergarage bijna onvermijdelijk werd geacht. Vermoed werd dat oude mijngangen van de Oranje-Nassau mijn die onder het winkelcentrum doorlopen hiervan de oorzaak zouden kunnen zijn. Ook werd de mogelijkheid geopperd dat de oorzaak ondieper lag, op 30 tot 55 meter in kalksteenlagen uit het Krijt. Door chemische verwering en uitspoeling met koolzuurhoudend grondwater zouden daar oplossingsholten kunnen zijn ontstaan.
Na verder onderzoek werd in november 2012 verklaard dat de oorzaak inderdaad lag bij de mijnbouw in het verleden. Omdat na de sluiting van de mijn een ondiepe mijngang, dicht onder de overgang van carboon naar dekterrein, niet geheel was opgevuld, was in de loop der tijd de draagkracht van de ondergrond van het gebouw aangetast.

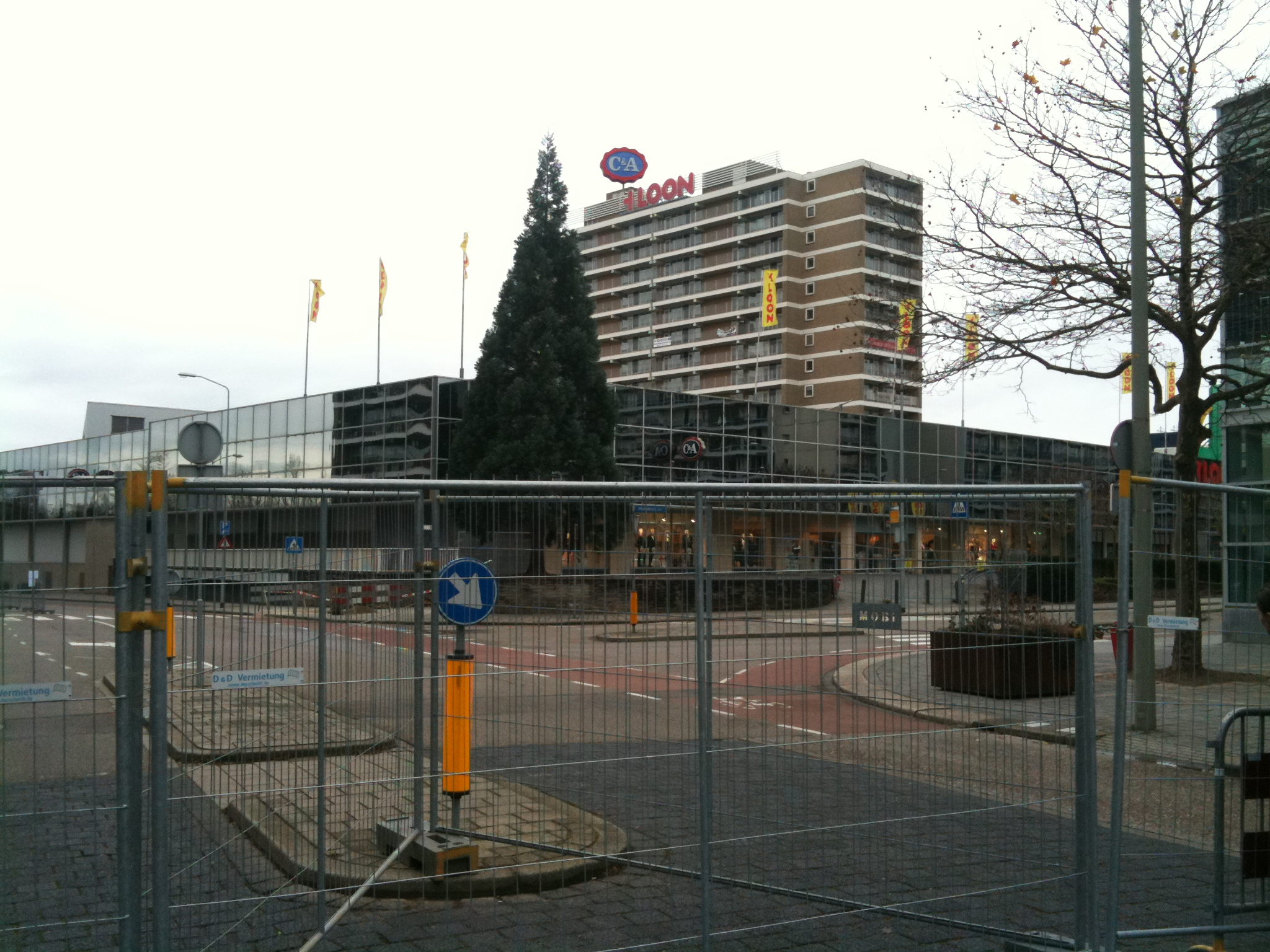
Afgezette winkelgebied op 4 december 2011

Op 2 december 2011 werd door de gemeente Heerlen aan de eigenaar opdracht gegeven om het gedeelte dat op instorten stond gecontroleerd te laten slopen. Dit als reactie op het feit dat de toestand van het ondergrondse gedeelte steeds verder verslechterde. Men wilde een asbestwolk die vrij zou komen bij spontaan instorten van het complex voorkomen.
In de vroege ochtend van 3 december ontruimde men in opdracht van de gemeente Heerlen alsnog de woontoren boven het winkelcentrum. Eerder berichtte de gemeente dat de betreffende toren op een eigen, veilig, compartiment stond en in die hoedanigheid geen gevaar vormde voor bewoners en omgeving. Toch werden de bewoners nu naar aanleiding van de steeds verdere verslechtering van de situatie geëvacueerd. Omdat gas en stadsverwarming voor het hele complex werden afgesloten was verblijf in de woontoren ook niet goed meer mogelijk.
Op 7 december werd in de vroege ochtend begonnen met de gedeeltelijke sloop van het winkelcentrum. Na vier dagen was het deel dat verzakte losgemaakt van de rest van de gebouwen. Hiermee waren verdere gevaren bezworen.
Op 23 december was de sloop gereed, waarna de bewoners naar hun woning terug konden keren en de omliggende straten weer vrijgegeven werden. Het winkelcentrum zelf werd heropend op 11 februari 2012. De werkzaamheden hadden op dat moment tien weken in beslag genomen. De helft van de getroffen winkeliers keerde niet terug in het nieuwe gedeelte.